# نيشيل نيكولز
نيشيل نيكولز (بالإنجليزية: Nichelle Nichols)‏ هي مغنية وممثلة أمريكية، ولدت في 28 ديسمبر 1932 بروبينس في الولايات المتحدة.

## أعمال

### أفلام
- (1959) بورجي وبيس
- (1979) الفيلم السينمائي[12][13][14]
- (1991) البلد غير المكتشف[15][16]
- (2005) هل وصلنا إلى هناك بعد[17]

### مسلسلات
- فيوتشوراما

## وصلات خارجية
- نيشيل نيكولز على موقع IMDb (الإنجليزية)
- نيشيل نيكولز على موقع ميتاكريتيك (الإنجليزية)
- نيشيل نيكولز على موقع روتن توميتوز (الإنجليزية)
- نيشيل نيكولز على موقع قاعدة بيانات الأفلام العربية
- نيشيل نيكولز على موقع ألو سيني (الفرنسية)
- نيشيل نيكولز على موقع ميوزك برينز (الإنجليزية)
- نيشيل نيكولز على موقع تيرنر كلاسيك موفيز (الإنجليزية)
- نيشيل نيكولز على موقع أول موفي (الإنجليزية)
- نيشيل نيكولز على موقع قاعدة بيانات الأفلام السويدية (السويدية)
- نيشيل نيكولز على موقع إن إن دي بي (الإنجليزية)